# Coalhurst
Coalhurst is een plaats (town) in de Canadese provincie Alberta en telt 1523 inwoners (2006).